# Botrucnidifer
Botrucnidifer is een geslacht van neteldieren uit de klasse van de Anthozoa (bloemdieren).

## Soorten
- Botrucnidifer norvegicus Carlgren, 1912
- Botrucnidifer shtokmani Molodtsova, 2001